# Joseph Wirth
Karl Joseph Wirth, được biết đến với cái tên Joseph Wirth, (6 tháng 9 năm 1879 Freiburg im Breisgau - 3 tháng 1 năm 1956 Freiburg im Breisgau) là một chính trị gia người Đức của Đảng Trung tâm Công giáo từng là thủ tướng Đức từ năm 1921 đến 1922 trong 585 ngày. Trong thời kỳ hậu chiến tranh, ông đã tham gia vào đảng Bund der Deutschen trung dung.

## Tiểu sử
Joseph Wirth sinh ngày 6 tháng 9 năm 1879 tại Freiburg / Breisgau, sau đó là Đại đoàn của Baden là con của Maschinenmeister Karl Wirth và vợ ông Agathe (née Zeller). Theo chính Wirth, sự tham gia của Kitô giáo và xã hội của cha mẹ nó có ảnh hưởng mạnh mẽ đối với ông.
Từ năm 1899 đến năm 1906 ông học toán học, khoa học tự nhiên và kinh tế tại Đại học Freiburg kết thúc với một luận văn về toán học.
Từ 1906 đến 1913 Wirth làm việc như một giáo viên tại một Realgymnasium ở Freiburg. Năm 1909, ông là đồng sáng lập và là chủ tịch đầu tiên của Akademische Vinzenzkonferenz, một tổ chức từ thiện do các giáo dân cho người nghề.